# Catharina Christina Uddén
Catharina Christina Uddén, född Anna Christina Ekmark 4 maj 1762 i Linköping, död 9 oktober 1821 i Söderhamn, var en svensk poet.
Hon var dotter till fabrikör Johan Ekmark och Catharina Ekner. Ekmark gifte sig 1793 i Stockholm med prästen Johan Uddén, som sedermera (1809) blev kyrkoherde i Söderhamns församling. Paret deltog i Söderhamns burgnare familjers sällskapsliv. Vid olika tillfällen skrev hon hyllningsdikter till kända personligheter i Söderhamn med omnejd. Hon försökte sig även på små lustspel och dramatiserade stycken.
Bland Uddéns många poem, av vilka största delen är otryckta, märks i synnerhet en publicerad samling kallad Familj-gåfvan eller Stycken egnade åt högtidligheter inom familjerna, jemte andra vitterhets-försök af C.C.U (1819).